# يوسف أحمد المصطفى
يوسف احمد المصطفى أحد رواد حركة المزارعيين بمشروع الجزيرة

## النشأة
ولد يوسف احمد المصطفى بقرية صراصر غرب مدينة الحصاحيصا، في عام 1927م  ، درس المرحلة الابتدئية بمدرسة رفاعة، ومنعه موت والده من مواصلة تعليم

## تاريخه في حركة المزارعيين
يعتبر يوسف أحمد المصطفى من مؤسسي حركة المزارعيين السودانيين رفقة الشيخ شيخ الأمين، يوسف عبد المجيد، عبد الرحمن الماحي، والطيب الدابي، وكان أحد الذين قاموا بصياغة البيان التأسيسي لحركة المزارعيين
كان سكرتيرا لأول لجنة تنفيذية لاتحاد المزارعيين في عام 1953 م 
توفي في أغسطس من عام 2015 م 